# Melčice-Lieskové
Melčice-Lieskové je naseljeno mjesto u okrugu Trenčín u  Trenčínskom kraju u Slovačkoj.

## Stanovništvo
| Godina:     | 1994. | 2004.   | 2014.   | 2024.   |
| ----------- | ----- | ------- | ------- | ------- |
| Broj ljudi: | 1541  | 1557    | 1619    | 1713    |
| Razlika:    |       | +1,03 % | +3,98 % | +5,80 % |

| Godina:     | 2023. | 2024.   |
| ----------- | ----- | ------- |
| Broj ljudi: | 1719  | 1713    |
| Razlika:    |       | −0,34 % |

Prema podacima o broju stanovnika iz 2024. godine naselje je imalo 1713 stanovnika.

## Vanjske poveznice
|  | Zajednički poslužitelj ima još gradiva o temi Melčice-Lieskové |

- Službena stranica naselja (sl.)